# Lydia Lamaison
Lydia Lamaison (ur. 5 sierpnia 1914 w Mendozie w Argentynie, zm. 20 lutego 2012 w Buenos Aires) – argentyńska aktorka.

## Filmografia
- 2008: Mentiras piadosas
- 2006: Collar de esmeraldas jako Celia Agüero de Ferrari
- 2004: Tango ze śmiercią (Puta y la ballena, La) jako Matilde
- 2004: Jesus, el Heredero jako Doña Dolores Sanchez Alé
- 2003: Ciudad del sol jako Dona Carla
- 2001: Serca na rozdrożu (Provócame) jako Floria de Villalobos
- 1998-1999: Zbuntowany anioł (Muñeca brava) jako Angélica de Di Carlo
- 1998: Como vos & yo jako Nina Scala
- 1997: De corazón
- 1995: Zíngara jako Hilda Pérez-Campana
- 1994: Nano
- 1993: Celeste 2 (Celeste, siempre Celeste) jako Cora
- 1992: Soy Gina jako Rosa
- 1984: Pasajeros de una pesadilla jako Bobe
- 1981-1985: 24 horas, Las
- 1969: En mi casa mando yo jako Catalina Rossi
- 1969: Fiaca, La
- 1964: Circe
- 1960: Fin de fiesta
- 1960: Guapo del '900, Un jako Dona Natividad
- 1959: Caída, La jako Marta
- 1942: Novia en apuros, Una
- 1939: Alas de mi patria